# Port de l'Estany
El Port de l'Estany, o Port de l'Estany Gros, és un petit port natural que es forma a la desembocadura del barranc de l'Estany, al municipi de l'Ametlla de Mar (Baix Ebre), entre la Punta de l'Estany, a llevant, i la platja de l'Estany, a ponent. Forma una típica llacuna costanera però, en aquest cas, no es troba separada del mar per una franja de platja sinó que el tram final es troba obert al mar i funciona com a petit port natural. També s'inclou a l'espai una zona, travessant la carretera, amb aigües estagnants. En aquest antic port natural, els pescadors hi amarraven les embarcacions fins que l'any 1920 es construí el Port de l'Ametlla de Mar.
El fons de la llacuna es troba recobert majoritàriament per la carofícia Chara hispida (hàbitat d'interès comunitari, codi 3140). La vegetació de la superfície varia en funció de la seva proximitat al mar: canyissars a ran de la llacuna i pradells i jonqueres halòfiles de Scirpus holoschoenus, Juncus acutus, etc, més a prop del mar (hàbitat d'interès comunitari, codi 1410). A la zona d'aigües estagnants es localitza una extensa àrea de canyissar i jonqueres.
Pel que fa a la fauna, és un espai que presenta un gran interès per a la conservació d'espècies piscícoles d'ambients salabrosos però que és poc utilitzat pels ocells de zones humides.
Es tracta d'un espai que té un interès ecològic limitat. La presència humana que fa ús de l'espai per a activitats recreatives aquàtiques, la proximitat de la platja, així com la urbanització creixent a banda i banda del torrent dificulten la conservació de les seves característiques ecològiques més importants.
L'espai forma part del PEIN «Cap de Santes Creus» i a més està inclòs a la Xarxa Natura 2000 ES5140001 «Litoral meridional tarragoní».